# Glyphostoma dentiferum
Glyphostoma dentiferum är en snäckart som beskrevs av William More Gabb 1872. Glyphostoma dentiferum ingår i släktet Glyphostoma och familjen kägelsnäckor. Inga underarter finns listade i Catalogue of Life.